# Philippe Poirot
Philippe Poirot (* 3. Oktober 1958) ist ein ehemaliger französischer Skilangläufer.
Poirot errang im Februar 1980 in Lake Placid bei seiner einzigen Teilnahme an Olympischen Winterspielen den 38. Platz über 30 km. Bei den Nordischen Skiweltmeisterschaften 1982 in Oslo belegte er den 42. Platz über 30 km sowie zusammen mit Jean-Paul Pierrat, Patrick Fine und Dominique Locatelli den 11. Platz in der Staffel und bei den Nordischen Skiweltmeisterschaften 1987 in Oberstdorf den 40. Platz über 15 km klassisch sowie den 31. Rang über 30 km klassisch. Zudem nahm er ab der Saison 1981/82 bis zur Saison 1991/92 am Skilanglauf-Weltcup teil, wobei er aber nie in die Punkteränge kam.